# Varesnes
Varesnes és un municipi francès, situat al departament de l'Oise i a la regió dels Alts de França. L'any 2007 tenia 392 habitants.

## Demografia

### Població
El 2007 la població de fet de Varesnes era de 392 persones. Hi havia 136 famílies de les quals 24 eren unipersonals (12 homes vivint sols i 12 dones vivint soles), 40 parelles sense fills, 60 parelles amb fills i 12 famílies monoparentals amb fills.
La població ha evolucionat segons el següent gràfic:
Habitants censats

### Habitatges
El 2007 hi havia 154 habitatges, 142 eren l'habitatge principal de la família, 5 eren segones residències i 7 estaven desocupats. Tots els 153 habitatges eren cases. Dels 142 habitatges principals, 116 estaven ocupats pels seus propietaris, 21 estaven llogats i ocupats pels llogaters i 5 estaven cedits a títol gratuït; 5 tenien dues cambres, 23 en tenien tres, 31 en tenien quatre i 83 en tenien cinc o més. 126 habitatges disposaven pel capbaix d'una plaça de pàrquing. A 50 habitatges hi havia un automòbil i a 85 n'hi havia dos o més.

### Piràmide de població
La piràmide de població per edats i sexe el 2009 era:
| Homes | Edats   | Dones |
| ----- | ------- | ----- |
| 0     | 95 o +  | 0     |
| 0     | 90 a 94 | 4     |
| 0     | 85 a 89 | 0     |
| 0     | 80 a 84 | 0     |
| 8     | 75 a 79 | 8     |
| 4     | 70 a 74 | 4     |
| 12    | 65 a 69 | 4     |
| 8     | 60 a 64 | 4     |
| 0     | 55 a 59 | 16    |
| 20    | 50 a 54 | 16    |
| 36    | 45 a 49 | 20    |
| 12    | 40 a 44 | 20    |
| 20    | 35 a 39 | 16    |
| 4     | 30 a 34 | 4     |
| 8     | 25 a 29 | 12    |
| 12    | 20 a 24 | 12    |
| 12    | 15 a 19 | 16    |
| 32    | 10 a 14 | 20    |
| 20    | 5 a 9   | 16    |
| 8     | 0 a 4   | 0     |

## Economia
El 2007 la població en edat de treballar era de 265 persones, 187 eren actives i 78 eren inactives. De les 187 persones actives 170 estaven ocupades (97 homes i 73 dones) i 17 estaven aturades (6 homes i 11 dones). De les 78 persones inactives 27 estaven jubilades, 28 estaven estudiant i 23 estaven classificades com a «altres inactius».

### Ingressos
El 2009 a Varesnes hi havia 137 unitats fiscals que integraven 406 persones, la mediana anual d'ingressos fiscals per persona era de 18.251,5 €.

### Activitats econòmiques
Dels 5 establiments que hi havia el 2007, 1 era d'una empresa extractiva, 1 d'una empresa de construcció, 2 d'empreses de comerç i reparació d'automòbils i 1 d'una empresa de serveis.
Dels 2 establiments de servei als particulars que hi havia el 2009, 1 era un guixaire pintor i 1 veterinari.
L'any 2000 a Varesnes hi havia 5 explotacions agrícoles que ocupaven un total de 910 hectàrees.

## Equipaments sanitaris i escolars
El 2009 hi havia una escola elemental integrada dins d'un grup escolar amb les comunes properes formant una escola dispersa.

## Poblacions més properes
El següent diagrama mostra les poblacions més properes.